# 2021–2022-es magyar férfi vízilabda-bajnokság (első osztály)
A 2021–2022-es magyar férfi vízilabda-bajnokság (hivatalosan E.ON férfi OB I) a legrangosabb és legmagasabb szintű vízilabdaverseny Magyarországon. A pontversenyt 116. alkalommal a Magyar Vízilabda-szövetség írta ki és 14 csapat részvételével bonyolította le. A bajnokság szeptember 8-án indult. A címvédő a Szolnoki Dózsa.

## A bajnokságban szereplő csapatok
A Magyar Vízilabda-szövetség döntése értelmében az első osztályú bajnokság létszáma 14 csapatosra változik.
| A csapat neve                   | A csapat székhelye      | 2020–21 |
| ------------------------------- | ----------------------- | ------- |
| Genesys OSC Újbuda              | Budapest, Újbuda        | 2.      |
| DVSE-Master Good                | Debrecen                | 14.     |
| FTC Telekom                     | Budapest, Ferencváros   | 3.      |
| Kaposvári Vízilabda Klub        | Kaposvár                | 12.     |
| Szegedi VE                      | Szeged                  | 13.     |
| Metalcom Szentes                | Szentes                 | 11.     |
| BVSC-Zugló                      | Budapest, Zugló         | 4.      |
| PannErgy-MVLC-Miskolc           | Miskolc                 | 9.      |
| PVSK-Mecsek Füszért             | Pécs                    | 10.     |
| Budapesti Honvéd Sportegyesület | Budapest, Kispest       | 6.      |
| Szolnoki Dózsa                  | Szolnok                 | 1.      |
| UVSE Hunguest Hotels            | Budapest, Margit-sziget | 7.      |
| A-Híd VasasPlaket               | Budapest, Angyalföld    | 5.      |
| Tigra-ZF-Eger                   | Eger                    | 8.      |

## A bajnokság rendszere

### Alapszakasz
A bajnokságban résztvevő csapatok oda-vissza alapon körmérkőzést játszanak egymással, így alakul ki az alapszakasz végeredménye. Ez alapján a 14. helyezett csapat kiesik majd, míg a 13. helyezett osztályozót vív az OB I/B első helyezettjével.Az alapszakasz 1-12. helyezettjei a rájátszásban döntik el a végső helyezéseket. Az alapszakasz végső sorrendjét a bajnoki mérkőzéseken szerzett pontszámok összege határozza meg. Pontegyenlőség esetén a bajnoki sorrendet az alábbi rendszer szerint határozzák meg:
Két csapat azonos pontszáma esetén
1. az egymás ellen játszott bajnoki mérkőzések pontkülönbsége
2. az egymás ellen játszott bajnoki mérkőzések gólkülönbsége
3. az alapszakaszbeli összes bajnoki mérkőzés gólkülönbsége
4. az alapszakaszbeli összes bajnoki mérkőzésen szerzett több gól
5. sorsolás

Három vagy több csapat azonos pontszáma esetén
1. az azonos pontszámú csapatok egymás elleni eredményéből számított „kisbajnokság” pontkülönbsége
2. azonos pontszám esetén a „kisbajnokság” gólkülönbsége
3. az alapszakaszbeli összes bajnoki mérkőzés gólkülönbsége
4. az alapszakaszbeli összes bajnoki mérkőzésen szerzett több gól
5. sorsolás

### A rájátszás
A csapatok az Alapszakaszban elért eredményeik alapján 1-4., 2-3., 5-8., 6-7., 9-12., 10-11. párosításban páros mérkőzéseket játszanak a döntőért, és a helyosztókért. A páros mérkőzések a 7. pont megszerzéséig tartanak. A csapatok az Alapszakaszban egymás ellen elért eredményeiket magukkal hozzák. A mérkőzésen döntetlen eredmény nem születhet. A döntőben, és a helyosztókon is két győzelemig tartó párosmérkőzést játszanak a kvalifikált felek.

### Nemzetközi kupaindulás
A Bajnokság első három helyén végzett csapatok vehetnek részt, helyezéseik sorrendjében a LEN-bajnokok ligája 2022–2023-as szezonjában. A 4. helyen végzett csapat jogosult az Euro-kupában való szereplésre. Amennyiben a Magyar Kupa győztese a 2021-2022. évi OB I Bajnokság 1-4. helyén végez, abban az esetben, a Bajnokságban az 5. helyen végzett csapat jogosult az Eurokupában való szereplésre.

## Az alapszakasz
| #   | Csapat                          | M  | GY | D | V  | G+ – G– | GK   | P  | Megjegyzések               |
| --- | ------------------------------- | -- | -- | - | -- | ------- | ---- | -- | -------------------------- |
| 1.  | FTC Telekom                     | 26 | 23 | 2 | 1  | 352–215 | +137 | 71 | Rájátszás a bajnoki címért |
| 2.  | Szolnoki DózsaCV                | 26 | 21 | 2 | 3  | 350–204 | +146 | 65 | Rájátszás a bajnoki címért |
| 3.  | Genesys OSC Újbuda              | 26 | 20 | 4 | 2  | 360–216 | +144 | 64 | Rájátszás a bajnoki címért |
| 4.  | A-Híd VasasPlaket               | 26 | 19 | 3 | 4  | 287–193 | +94  | 60 | Rájátszás a bajnoki címért |
| 5.  | BVSC-Zugló                      | 26 | 15 | 3 | 8  | 303–246 | +57  | 48 | Rájátszás az 5-8. helyért  |
| 6.  | Budapesti Honvéd Sportegyesület | 26 | 14 | 3 | 9  | 272–239 | +33  | 45 | Rájátszás az 5-8. helyért  |
| 7.  | Szegedi VE                      | 26 | 10 | 1 | 15 | 227–263 | −36  | 31 | Rájátszás az 5-8. helyért  |
| 8.  | PVSK-Mecsek Füszért             | 26 | 9  | 3 | 14 | 222–285 | −63  | 30 | Rájátszás az 5-8. helyért  |
| 9.  | Tigra-ZF-Eger                   | 26 | 9  | 1 | 16 | 276–322 | −46  | 28 | Rájátszás a 9-12. helyért  |
| 10. | Kaposvári Vízilabda Klub        | 26 | 7  | 4 | 15 | 263–319 | −56  | 25 | Rájátszás a 9-12. helyért  |
| 11. | UVSE Hunguest Hotels            | 26 | 7  | 2 | 17 | 230–324 | −94  | 23 | Rájátszás a 9-12. helyért  |
| 12. | PannErgy-MVLC-Miskolc           | 26 | 6  | 3 | 17 | 248–329 | −81  | 21 | Rájátszás a 9-12. helyért  |
| 13. | Metalcom Szentes                | 26 | 2  | 3 | 21 | 214–335 | −121 | 9  | Osztályozó                 |
| 14. | DVSE-Master Good                | 26 | 3  | 0 | 23 | 216–330 | −114 | 9  | Kiesés az OB I/B-be        |

Utolsó frissítés: 2022. augusztus 6. 
Forrás: Magyar vízilabda-szövetség 
A rangsorolás alapszabályai: 1. összpontszám, 2. egymás elleni mérkőzések pontkülönbsége, 3. egymás elleni mérkőzések gólkülönbsége, 4. gólkülönbség, 5. szerzett gólok száma, 6. sorsolás.
(B): Bajnokcsapat, (K): Kieső csapat, (F): Feljutó csapat, (I): Kupainduló, (R): A rájátszás győztese, (KGY): Kupagyőztes

## A bajnokság végeredménye
| #   | Csapat                          | Megjegyzések        |
| --- | ------------------------------- | ------------------- |
| 1.  | FTC Telekom                     | LEN-bajnokok ligája |
| 2.  | Genesys OSC Újbuda              | LEN-bajnokok ligája |
| 3.  | A-Híd VasasPlaket               | LEN-bajnokok ligája |
| 4.  | Szolnoki Dózsa                  | LEN-Európa-kupa     |
| 5.  | Budapesti Honvéd Sportegyesület | LEN-Európa-kupa     |
| 6.  | BVSC-Zugló                      |                     |
| 7.  | Szegedi VE                      |                     |
| 8.  | PVSK-Mecsek Füszért             |                     |
| 9.  | Kaposvári Vízilabda Klub        |                     |
| 10. | Tigra-ZF-Eger                   |                     |
| 11. | PannErgy-MVLC-Miskolc           |                     |
| 12. | UVSE Hunguest Hotels            |                     |
| 13. | Metalcom Szentes                | Osztályozó          |
| 14. | DVSE-Master Good                | Kiesés az OB I/B-be |